# San Antonio de Eguía
San Antonio de Eguía är en ort i Mexiko.   Den ligger i kommunen Huanímaro och delstaten Guanajuato, i den centrala delen av landet, 260 km väster om huvudstaden Mexico City. San Antonio de Eguía ligger 1 697 meter över havet och antalet invånare är 149.
Terrängen runt San Antonio de Eguía är kuperad österut, men västerut är den platt. Runt San Antonio de Eguía är det ganska tätbefolkat, med 108 invånare per kvadratkilometer. Närmaste större samhälle är Abasolo, 15,2 km nordväst om San Antonio de Eguía. I omgivningarna runt San Antonio de Eguía växer huvudsakligen savannskog.